# Занковець Едуард Костянтинович
Едуард Костянтинович Занковець (27 вересня 1969, м. Мінськ, СРСР) — білоруський хокеїст, нападник. Помічник головного тренера «Авангард» (Омськ). Заслужений майстер спорту Республіки Білорусь (2002). 
Виступав за: «Динамо» (Мінськ), «Тівалі» (Мінськ), «Авангард» (Омськ), «Вайссвассер», ГІФК (Гельсінкі), СайПа (Лаппеенранта), «Рокфорд АйсГогс» (UHL), «Торпедо» (Нижній Новгород), «Керамін» (Мінськ).
В чемпіонатах СРСР — 91 матч (20+14). В чемпіонатах Росії — 178 матчів (28+32), у плей-оф — 3 матчі (0+0). В чемпіонатах Фінляндії — 29 матчів (8+2). 
У складі національної збірної Білорусі виступав у 1994—2002 роках, провів 50 матчів (22+10); учасник зимових Олімпійських ігор 1998 і 2002 (8 матчів, 0+0), учасник чемпіонатів світу 1994 (група C), 1995 (група C) і 2002 (дивізіон I).
Син: Владислав Занковець.
Досягнення
- Чемпіон Білорусі (1993, 1994)
- Бронзовий призер МХЛ (1996)
- Найкращий хокеїст року Білорусі (1994).

Тренерська кар'єра
Тренерську кар'єру почав у 2007 році.
- Головний тренер «Динамо» (Мінськ) (21 січня—31 травня 2007, КХЛ)
- Головний тренер збірної Білорусі (2010—11)
- Помічник головного тренера «Авангард» (Омськ) (з 20 грудня 2011, КХЛ)